# Ellen Hagen
Ellen Helga Louise Hagen, född Wadström 15 september 1873 i Jakob och Johannes församling i Stockholm, död 28 januari 1967 i Täby församling, var en svensk politiker (folkpartist) och kvinnosakskvinna. Hon var engagerad i Landsföreningen för kvinnans politiska rösträtt (LKPR) och ordförande i dess lokalförening i Uppsala, Föreningen för kvinnans politiska rösträtt i Uppsala. Hon var även ordförande i Folkpartiets kvinnoförbund och i Svenska Kvinnors Medborgarförbund.

## Biografi
Ellen Hagen var dotter till Bernhard Wadström. Hennes make Robert Hagen (1868–1922) var bland annat landshövding i Gävleborgs län. Makarna är begravda på Uppsala gamla kyrkogård. De var föräldrar till Tord Hagen och farföräldrar till Cecilia Hagen.
Ellen Hagen grundade den lokala föreningen för kvinnlig rösträtt i Uppsala 1902, och var dess ordförande fram till dess upplösning 1923. Hon var också engagerad i rörelsen nationellt. Hon var verksam inom rösträttsrörelsen främst som resetalare. Hennes medlemskap inom societeten gjorde att hon hade lätt för att värva medlemmar och sympatisörer inom överklassen, som annars sällan ville närvara vid en föreläsning för kvinnlig rösträtt. Medlemmarna inom rörelsen framställdes ofta av sina motståndare som manhaftiga, och inom rörelsen tyckte man att det var viktigt att motverka denna karikatyr. Ellen Hagens uppriktiga intresse för mode och extravaganta och glamourösa sätt att klä sig uppfattades därför som något positivt i ett led att dämpa fördomarna mot rörelsens företrädare.
Ellen Hagen beskrivs som en god talare, och hon medverkade också som sådan vid rörelsens fest i maj 1919, då man firade att rörelsens mål var uppnått i kvinnlig rösträtt införd. Efter hennes makes död 1922 föreslogs hon enligt uppgift att efterträda honom som landshövding. Hon kallades till regeringen, som uppgav att de hade varit villiga att utnämna henne, om stadgan inte krävde att en landshövding vid krigsutbrott eller uppror skulle bli tvungen att ställa sig på torget och lugna allmänheten.
Ellen Hagen var ordförande i Folkpartiets kvinnoförbund åren 1938–1946 och i Svenska Kvinnors Medborgarförbund 1936–1963. Hon var aktiv inom freds- och nedrustningsfrågor under 1920- och 1930-talen och deltog som svensk delegat i nedrustningskonferensen i Paris 1931. Hagen skrev också biografier, bland annat en biografi om sin farfars farbror, Carl Bernhard Wadström. Hon var också aktiv som föreläsare i sociala frågor.